# Alix Gicquel
Alix Gicquel est une chercheuse et entrepreneuse française. Spécialiste de la physique des plasmas, elle travaille à partir de 1990, à la tête d'une équipe du CNRS, à l'université Paris-XIII sur la production du diamant synthétique de qualité bijouterie par dépôt chimique en phase vapeur.

## Biographie
En 2016, le degré de maturité atteint par cette technologie lui permet de lancer une start-up destiné à produire et commercialiser les diamants de synthèse pour la bijouterie, nommée Diam concept. D'abord installée dans les locaux de Paris-13, cette entreprise déménage en 2020 sur le campus d'innovation du groupe Air liquide, aux Loges-en-Josas. L'entreprise fait partie de la poignée de producteurs de diamants de synthèse dans le monde dont les produits sont déjà, en 2020, vendus en bijouterie.
Depuis 2019, Diam concept est partenaire de Courbet.